# فرودگاه چادیر لونگا
فرودگاه چادیر لونگا (به انگلیسی: Chadyr Lunga Airport) یک فرودگاه همگانی است که یک باند فرود چمن دارد و طول باند آن ۱۹۷۰ متر است. این فرودگاه در کشور مولداوی قرار دارد و در ارتفاع ۱۷۹ متری از سطح دریا واقع شده‌است.